# 桃溪镇 (武平县)
桃溪镇，是中华人民共和国福建省龙岩市武平县下辖的一个乡镇级行政单位。

## 行政区划
桃溪镇下辖以下地区：
桃溪村、新礤村、亭头村、田雁村、新田村、江坑村、鲁溪村、新贡村、湘溪村、湘坑村、洋畲村、湘里村、小澜村、新华村和新兰村。